# Schietwilgmineermot
De schietwilgmineermot of gewone wilgenmineermot (Stigmella obliquella) is een vlinder uit de familie van de dwergmineermotten (Nepticulidae). De wetenschappelijke naam werd gepubliceerd in 1862 door Heinemann.
De soort komt voor in Europa.